# Yapacaní
Yapacaní – miasto w Boliwii, położone w zachodniej części departamentu Santa Cruz.

## Opis
Miejscowość została założona w 1953 roku.Przez miasto przebiega droga krajowa RN4. W Yapacaní znajduje się krajowy port lotniczy

## Demografia
Źródło.